# Liste des villes du Bhoutan
Liste des villes du Bhoutan, par ordre de population décroissante. Ces villes trouvent leur place ici soit pour leur importance actuelle, tant économique que religieuse, soit pour le rôle qu'elles ont joué dans l'histoire du Bhoutan.

## Dix plus grandes villes

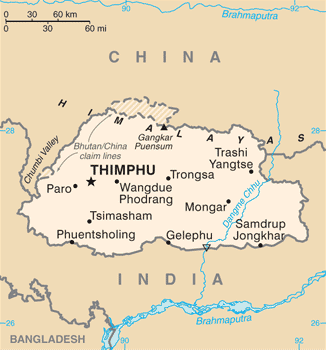
Carte du Bhoutan.

| Rang | Ville            | Population   | Population   | Population   | Population   |
| Rang | Ville            | Recens. 2000 | Recens. 2005 | Recens. 2012 | Recens. 2017 |
| 1    | Thimphou         | ?            | 79 185       | 99 021       | 114 551      |
| 2    | Phuentsholing    | ?            | 20 537       | 23 915       | 27 658       |
| 3    | Paro             | ?            | ?            | ?            | 11 448       |
| 4    | Geylegphug       | ?            | 9 199        | 10 416       | 9 858        |
| 5    | Samdrup Jongkhar | ?            | ?            | 6 709        | 9 325        |
| 6    | Wangdue          | ?            | ?            | 7 507        | 8 954        |
| 7    | Punakha          | ?            | ?            | ?            | 6 262        |
| 8    | Jakar            | ?            | ?            | ?            | 6 243        |
| 9    | Nganglam         | ?            | ?            | ?            | 5 248        |
| 10   | Samtse           | ?            | ?            | 5 479        | 8 954        |

## Autres villes
- Chhukha 2 855 (2005)
- Damphu 1 146 hab (2005)
- Gasa Dzong
- Ha
- Jakar
- Lhuntshi
- Paro 4 400 hab
- Pemagatshel
- Punakha 5 201 (2008)
- Samchi
- Shemgang
- Taga Dzong
- Trashigang
- Tongsa 2 592 hab
- Wangdiphodrang

## Sources
- (en) Cet article est partiellement ou en totalité issu de l’article de Wikipédia en anglais intitulé « List of cities in Bhutan » (voir la liste des auteurs).